# Cady Lalanne
Cady Lalanne (nascido em 22 de abril de 1992) é um basquetebolista profissional haitiano, que atualmente joga para o Beşiktaş JK, da Liga Turca de Basquetebol. Ele jogou basquete universitário para a Universidade de Massachusetts Amherst (UMass) Minutemen.

## Infância
Lalanne, filho de Bertha Lalanne, nasceu em Porto Príncipe, capital do Haiti. Ele se mudou para os EUA quando tinha 7 anos de idade. Lalanne cursou seu ensino médio na Oak Ridge High School, em Orlando, Flórida, jogando no time de basquete do colégio.

## Carreira na universidade
Em 2011, Lalanne matriculou-se na Universidade de Massachusetts Amherst, onde se especializou em sociologia. Jogando quatro temporadas na UMass, Lalanne tornou-se um dos três jogadores na história da escola a marcar 1 000 pontos, 800 rebotes e 100 tocos em sua carreira. Em seu último ano na UMass, ele ganhou as honras de Terceiro Time Geral da Atlantic 10, após uma média de 11,6 pontos e 9,5 rebotes em 32 jogos.

## Carreira profissional

### Austin Spurs (2015–2016)
Em 25 de junho de 2015, Lalanne foi selecionado como a 55ª escolha geral no Draft da NBA de 2015 pelo San Antonio Spurs. Em julho de 2015, ele juntou-se ao Spurs para disputar a Summer League da NBA de 2015. Em 30 de outubro de 2015, ele foi designado para o Austin Spurs, da NBA Development League, a equipe afiliada do San Antonio. No dia 13 de novembro, ele fez sua estreia profissional em uma vitória por 104-82 sobre o Texas Legends, marcando doze pontos, quatro rebotes, uma assistência e um toco em 27 minutos. Em 8 de fevereiro de 2016, ele foi nomeado, como um substituto para Orlando Johnson, que foi chamado para a NBA, para o Time das Estrelas Oeste para o NBA D-League All-Star Game de 2016, após uma média de 12,6 pontos, 7,8 rebotes, 1,2 tocos e 26,3 minutos em 29 jogos. Durante este período, ele foi considerado o melhor pivô da D-League.

### Capitanes de Arecibo (2016)
Em 28 de abril de 2016, Lalanne assinou com o Capitanes de Arecibo do Baloncesto Superior Nacional. No dia seguinte, ele fez sua estreia para o Capitanes em uma derrota por 76-70 para os Santeros de Aguada, marcando nove pontos, sete rebotes e dois tocos em 14 minutos, começando no banco.

### Zhejiang Golden Bulls (2016–2017)
Em julho de 2016, Lalanne juntou-se ao San Antonio Spurs para a Summer League da NBA de 2016, e em 10 de outubro de 2016 assinou com o Zhejiang Golden Bulls da Chinese Basketball Association.

### New Basket Brindisi (2017–18)
Lalanne assinou com o New Basket Brindisi da Liga Italiana de Basquetebol em 19 de agosto de 2017.

### Beşiktaş JK (2018–presente)
Em 9 de fevereiro de 2018, Lalanne assinou com o Beşiktaş JK da Liga Turca de Basquetebol.